# Bogufałów
Bogufałów – wieś w Polsce położona w województwie wielkopolskim, w powiecie ostrowskim, w gminie Przygodzice, ok. 10 km na południe od Ostrowa Wlkp. W latach 1975–1998 miejscowość administracyjnie należała do województwa kaliskiego.
Liczba ludności w roku 2011 wynosiła 280 osób.